# Klara und die Sonne
Klara und die Sonne (englischer Originaltitel: Klara and the Sun) ist ein Roman des britischen Schriftstellers Kazuo Ishiguro. Er erschien 2021 bei Faber & Faber. Im selben Jahr veröffentlichte der Blessing Verlag die deutsche Übersetzung von Barbara Schaden. Der Roman spielt in einer dystopischen Zukunft, in der Kinder genetisch verändert werden und in sozialer Isolation von ihren Altersgenossen aufwachsen. Als Gefährten dienen ihnen sogenannte „künstliche Freunde“, Androiden in Kindergestalt. Die Erzählerin des Romans ist Klara, eine solche künstliche Intelligenz, die das Leben der Menschen beobachtet und sich zu erklären versucht.

## Inhalt
Als Klara zum ersten Mal aktiviert wird, befindet sie sich in einem Ladengeschäft, in dem künstliche Freunde („KF“) wie sie verkauft werden. Obwohl sie ein KF mit besonderer Auffassungsgabe ist, bewirkt ihr begrenzter Blick aus einem Schaufenster auf die Welt der Menschen, dass sie sich diese nur schwer erklären kann und sich über manche Zusammenhänge täuscht. So schreibt sie, die selbst von Solarenergie abhängig ist, der Sonne auch besondere lebensspendende Kräfte für die Menschen zu, was durch eine Beobachtung gestützt wird, in der ein vermeintlich tot daliegender Bettler durch morgendliche Sonnenstrahlen zum Leben erweckt wird. Zum Inbegriff allen Übels wird für Klara eine „Cootings-Maschine“, die die Luft bei Straßenarbeiten so stark verschmutzt, dass sie die Sonne zeitweise völlig verdunkelt.
Lange Zeit findet Klara keinen Abnehmer, bis sich ein 14-jähriges Mädchen namens Josie für sie entscheidet. Diese lebt alleine mit ihrer Mutter auf dem Land, wird jedoch regelmäßig von einem gleichaltrigen Nachbarsjungen namens Rick besucht. Rick ist im Unterschied zu Josie nicht genmodifiziert („gehoben“), weswegen er von allen gesellschaftlichen Aufstiegsmöglichkeiten ausgeschlossen bleibt. Dennoch planen die Kinder eine gemeinsame Zukunft. Doch die Genmodifizierung birgt auch Risiken: Josies ältere Schwester Sal ist früh verstorben und Josie selbst schwer krank. Ihre Mutter könnte einen weiteren Verlust nicht ertragen, weswegen sie von Mr. Capaldi ein „Porträt“ ihrer Tochter anfertigen lässt. Dieses stellt sich als Körper einer KF heraus, in dem Klara das Mädchen nach ihrem Tod „fortsetzen“ soll.
Klara ist die einzige, die auch unter Josies fortschreitender Krankheit nicht ihren Optimismus und den Glauben an Heilung verliert. In einer Scheune, in der, wie sie beobachtet, die Sonne jeden Abend verschwindet, schlägt sie dieser einen Handel vor: Wenn die Sonne Josie ihre lebensspendende Nahrung sendet, zerstört sie im Gegenzug die umweltschädigende Cootings-Maschine. Die Gelegenheit ergibt sich, als sie bei einem Ausflug mit Josies getrennt lebendem Vater eine abgestellte Maschine entdeckt. Der Vater redet ihr ein, sie könne diese mit ihrer eigenen Steuerflüssigkeit PEG-9 zerstören. Doch es bleibt unklar, ob sein Vorschlag nur darauf abzielt, Klara zu beschädigen, um die Pläne zur Kopie seiner Tochter zu hintertreiben. Josies Vater will Capaldis Theorie nicht akzeptieren, nach der es nichts an seiner Tochter geben soll, was sich mit der modernen Technik nicht kopieren ließe. 
Klaras sensorische Fähigkeiten sind nach dem Verlust eines Teils ihrer Steuerflüssigkeit beeinträchtigt, doch Josies Zustand verschlechtert sich weiter, bis selbst der Arzt keine Hoffnung mehr hat. Noch einmal begibt sich Klara in die Scheune und erinnert die Sonne an ihren Handel. Als zusätzliches Argument wirft sie die unverbrüchliche Liebe ein, die Rick und Josie verbindet. Tatsächlich bricht wenige Tage später die Sonne durch eine dunkle Wolkendecke und taucht die bettlägerige Josie in ein helles Licht. Von diesem Moment an setzt eine nicht für möglich gehaltene Heilung ein.
In den folgenden Jahren kühlt sich die Freundschaft zwischen Rick und Josie ab. Klara befürchtet, dass sie die Sonne betrogen hat und diese ihre Heilung zurückziehen könnte. Doch Rick erklärt ihr, dass er und Josie sich immer lieben werden, auch wenn ihre Lebenswege auseinanderlaufen. Die künstliche Freundin wird von Josie kaum noch gebraucht, in deren Zimmer sich mehr und mehr menschliche Freundinnen einfinden. So fristet Klara ihre Tage in einem Abstellraum. Schließlich verlässt Josie ihr Zuhause, um am College zu studieren, und die KF wird auf einem Schrottplatz entsorgt. Dort lebt die funktional eingeschränkte Klara vor allem in ihren Erinnerungen, die zunehmend miteinander verschmelzen. Schließlich begegnet sie noch einmal der Managerin aus ihrem alten Laden und erzählt dieser, wie es ihr ergangen ist.

## Hintergrund
Klara und die Sonne war Ishiguros erste Veröffentlichung nach dem Nobelpreis für Literatur, der ihm 2017 verliehen worden war. In einem Interview kommentierte er: „Der Nobelpreis ist nun einmal so etwas wie eine Auszeichnung für das Lebenswerk. Niemand erwartet, dass du noch etwas veröffentlichst, nachdem du ihn gewonnen hast.“ So dachte er darüber nach, das neue Buch zu einem Statement in seinem Spätwerk zu machen. Insbesondere war es als Antwort auf Alles, was wir geben mussten gedacht, ein Buch das ebenfalls in einer dystopischen Zukunft spielt, in der menschliche Klone als Ersatzteillager für Organe gezüchtet werden. Den früheren Roman fand er selbst sehr traurig und wollte ihm eine optimistischere Vision gegenüberstellen, der die positiven Aspekte der menschlichen Natur in den Vordergrund rückt.
Ishiguro plante zuerst ein Kinderbuch für Fünf- bis Sechsjährige mit einfacher Erzählweise und hellen Illustrationen, doch seine Tochter Naomi, die ebenfalls eine angehende Schriftstellerin ist, konnte ihn davon abbringen, weil die Geschichte Kinder nur traumatisieren könne. Dennoch blieb Ishiguro der Atmosphäre von Kinderbüchern verhaftet, deren eigener Logik, in der auch Dinge kommunizieren können, und den unausgesprochenen Wünschen und Ängsten von Erwachsenen, die häufig durch die kindgerechte Form scheinen. Die Hauptfigur Klara nimmt die Perspektive eines Kindes ein, wie Ishiguro ausführte: „Sie sieht Dinge, die wir nicht sehen und lernt, ein Mensch zu werden.“
Obwohl der Roman auch als kritischer Kommentar zur künstlichen Intelligenz gelesen werden kann, kommentierte Ishiguro: „Ich fürchte mich nicht vor Künstlicher Intelligenz, sie ist in vieler Hinsicht eine Bereicherung. Aber wir müssen uns mit der Herausforderung auseinandersetzen, was das für die Arbeitswelt bedeutet.“ Allgemein hat Ishiguro ein zwiespältiges Verhältnis zum technischen Fortschritt. Geboren in Nagasaki, einer Stadt, die untrennbar mit dem Atombombenabwurf verbunden bleibt, ist ihm ein Misstrauen gegen bedingungslosen Fortschrittsglauben geblieben. Dennoch hält er in Zeiten von Fake News und Donald Trump an wissenschaftlichen Methoden fest, die vorbehaltslos in der Lage sind, sich den neuesten Erkenntnissen anzupassen.
Der Roman erschien im Frühjahr 2021 während der COVID-19-Pandemie, dennoch sind die Parallelen laut Ishiguro zufällig, da er bereits vor deren Ausbruch abgeschlossen gewesen sei. Er führte aus: „Der Roman interessiert sich eher für die menschliche Einsamkeit und Isolation in der Conditio humana, dem grundsätzlichen Menschsein, als im alltäglichen Sinne, in dem Einzelne Gesellschaft und Freunde vermissen.“ Anders als viele andere von Ishiguros Helden ist Klara erfolgreich bei der Erfüllung ihrer vorrangigen Aufgabe, dem Kampf gegen die Einsamkeit ihrer menschlichen Freundin. In seiner Literatur sieht er eine Entwicklung, dass sich die Handlungswelt immer stärker ins Dystopische und Negative entwickelt, die Helden seiner Romane hingegen immer positiver und anständiger werden. Er fasste zusammen: „Die Welt ist traurig und trostlos. Aber die Menschen sind hoffnungsvoll und gut.“

## Nominierungen und Auszeichnungen
- 2021: Booker Prize (Longlist[8])

## Ausgaben
- Kazuo Ishiguro: Klara and the Sun. Faber & Faber, London 2021, ISBN 978-0-571-36487-9.
- Kazuo Ishiguro: Klara und die Sonne. Aus dem Englischen von Barbara Schaden. Blessing, München 2021, ISBN 978-3-89667-693-1.
- Kazuo Ishiguro: Klara und die Sonne. Gelesen von Johanna Wokalek. Random House Audio, München 2021, ISBN 978-3-8371-5542-6.